# Dvorana Čair
Dvorana Čair (srpski: Хала Чаир / Hala Čair) višenamjenska je dvorana u Nišu, u Srbiji. 
Kapaciteta je oko 5.000 gledatelja za športske događaje, te 6.500 gledatelja za koncerte.

## Povijest

### Obnova
Cijeli kompleks je bio obnovljen 2011. za potrebe Europskog rukometnog prvenstva koje je sljedeće godine održano u Srbiji. Obnova je stajala oko 2.5 milijuna eura, a obnovljena je unutrašnjost, gdje je dodano oko 500 novih sjedećih mjesta, dodan je klimatizacijski sustav, suvremena rasvjeta i obnovljene su svlačionice. Također su postavljene i nove teleskopske tribine i dva velika i četiri manja semafora.

## Vanjske poveznice
- Službena stranica Športskog centra Čair (srp.)